# 成田直一郎

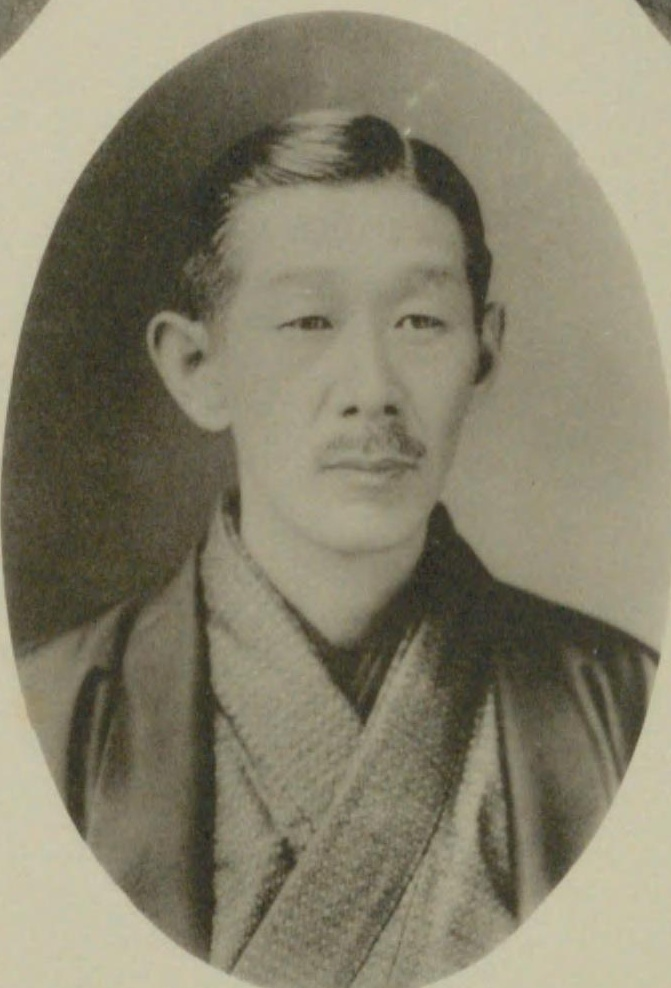
成田直一郎

成田 直一郎（なりた なおいちろう、1878年3月30日 - 1935年1月10日）は、日本の政治家。衆議院議員（1期）。

## 経歴
秋田県出身。1900年、東京専門学校政治科卒。農業を営む。陸軍に入り、騎兵中尉に進む。秋田県会議員、同参事会員、秋田県産牛馬組合会議員、鷹巣町長、秋田電業、秋田火山灰各(株)取締役、前山酒造(株)取締役社長となる。
1920年の第14回衆議院議員総選挙において秋田4区から立憲政友会公認で立候補して当選する。衆議院議員を1期務め、1924年の第15回衆議院議員総選挙には立候補しなかった。1935年死去。